# 이둘희
이둘희 (1989년 9월 17일)는 대한민국의 종합격투기 선수이다.
신장은 180cm이고 체중은 84kg인 그는 현재 로드 FC의 미들급 선수로 활약 중이다. 아시아 랭킹1위인 판크라스의 두 체급 챔피언인 카와무라 료를 꺾었으며, 일본에서 글래디에이터 미들급 챔피언을 지닌 국내 탑랭커 선수이다.